# Eiga Pretty Cure All Stars DX - Minna tomodachi Kiseki no zenin daishūgō!
Eiga Pretty Cure All Stars DX - Minna tomodachi ☆ Kiseki no zenin daishūgō! (映画 プリキュアオールスターズＤＸ みんなともだちっ☆奇跡の全員大集合！?, Eiga Purikyua Ōru Sutāzu DX Minna tomodachi ☆ Kiseki no zenin daishūgō!, Eiga Precure All Stars DX Minna tomodachi ☆ Kiseki no zenin daishūgō!, lett. "Pretty Cure All Stars DX - Il film: Tutti gli amici ☆ L'intera grande raccolta dei miracoli!") è un film del 2009 diretto da Takashi Ōtsuka.
È il sesto film d'animazione tratto dal franchise Pretty Cure di Izumi Tōdō. Il film vede per personaggi principali tutte le Pretty Cure fino alla sesta serie (esclusa Cure Passion), per un totale di quattordici protagoniste femminili.

## Trama
Love, Miki e Inori stanno andando a Minato Mirai 21, Yokohama, insieme a Tart e Chiffon per partecipare ad una gara di danza. Improvvisamente, le tre ragazze vengono attaccate da un essere insolito, chiamato Fusion, dalle sembianze totalmente diverse a quelle di ogni nemico affrontato prima. Spaventato dalla situazione, Tart s'incontra con le mascotte delle altre Pretty Cure per avvertirle del pericolo e trovare una soluzione, affidando Chiffon a Love e le sue amiche, che in men che non si dica scompare e sono costrette a cercare. Fusion segue Tart fino al Regno di Palmier, provocando confusione nel bel mezzo della riunione delle mascotte, che riescono però a scappare e correre a chiedere aiuto. Nel frattempo Nozomi e le sue amiche, andate a far visita al Tako Café, il chiosco regolarmente frequentato da Nagisa e Honoka, incontrano Lulun e si vedono obbligate ad affrontare Fusion quando si manifesta nuovamente. Poco dopo Nagisa, Honoka e Hikari vengono attaccate nei pressi del Panpaka-pan (panetteria dei genitori di Saki) mentre Saki e Mai in prossimità del negozio di gioielli di Nattsu, la Natts House. Una volta assorbito abbastanza potere dai vari gruppi di Pretty Cure, Fusion è pronto a distruggere l'intera città: Cure Peach e le sue compagne cercano di fermarlo per salvare Chiffon, ma finiscono in una trappola in cui il nemico stesso le ingloba. Anche Cure Dream e il suo gruppo decidono di combattere Fusion, però vengono ostacolate dai diversi mostri Zakenna, Uzaina, Kowaina e Hoshiina. In loro soccorso arrivano le precedenti Pretty Cure e, dopo aver fatto conoscenza, tutte insieme decidono di salvare Cure Peach, Cure Berry e Cure Pine e di sconfiggere Fusion. Infatti, grazie all'arrivo di Chiffon e alle altre mascotte che donano alle guerriere il potere della Rainbow Miracle Light, tutte le quattordici Pretty Cure riescono ad eliminarlo.

## Personaggi esclusivi del film
Fusion (フュージョン?, Fyūjon)
Il nemico, è la fusione di Zakenna, Uzaina, Kowaina e Hoshiina, ed è in grado di assorbire gli attacchi e farli propri. Viene sconfitto dalle Pretty Cure. In DX 3 viene rivelato che è stato Black Hole ad averlo creato per distruggere le Pretty Cure, essendo queste simbolo del potere della luce e del bene. In New Stage, compare e, dividendosi, una delle sue parti assume le sembianze del piccolo Fu-chan.

## Oggetti magici
Rainbow Miracle Light (レインボーミラクルライト?, Reinbō Mirakuru Raito)
È una piccola torcia con l'estremità di cristallo a forma di cuore con un arcobaleno che proietta un fascio di luce. Trasforma il coraggio in un nuovo potere per le Pretty Cure.
In Giappone, quando è uscito il film, le Rainbow Miracle Light sono state realmente distribuite al pubblico nelle sale per incitare le Pretty Cure durante la visione.

## Trasformazioni e attacchi
- Triple Fresh (トリプル・フレッシュ?, Toripuru Furesshu): è l'attacco combinato delle Fresh Pretty Cure. Cure Peach, Cure Berry e Cure Pine formano rispettivamente i simboli di cuore, picche e quadri con le mani, dai quali si sprigionano delle energie rosa, blu e giallo che si uniscono e purificano il nemico.

## Luoghi
Minato Mirai 21 (横浜みなとみらい２１?, Yokohama Minato Mirai 21)
È un quartiere della città di Yokohama, in cui Love, Miki e Inori si recano per partecipare a una gara di ballo.

## Colonna sonora
| Nº | Titolo CD | Numero tracce | Data uscita      |
| -- | --- | ------------- | ---------------- |
| 1  | Kirakira kawaii! Precure daishūgō♪ / Precure, kiseki deluxe (キラキラｋａｗａｉｉ！プリキュア大集合♪／プリキュア、奇跡デラックス?)                                                                  | 4             | 18 marzo 2009    |
| 2  | Eiga Precure All Stars DX - Minna tomodachi ☆ Kiseki no zenin daishūgō! - Original Soundtrack (映画 プリキュアオールスターズＤＸ みんなともだちっ☆奇跡の全員大集合！ オリジナル・サウンドトラック?) | 40            | 3 aprile 2009    |
| 3  | Precure eiga shudaika Collection (プリキュア映画主題歌コレクション?) | 20            | 16 febbraio 2011 |

### Sigle
La sigla originale di apertura è composta da Yasuo Kosugi con il testo di Kumiko Aoki, mentre quella di chiusura da Takafumi Iwasaki con il testo di Natsumi Tadano.
Sigla di apertura
- Kirakira kawaii! Precure daishūgō♪ (キラキラｋａｗａｉｉ！プリキュア大集合♪?), cantata da Mayumi Gojō con Cure Deluxe (Yuka Uchiyae, Mayu Kudō, Kanako Miyamoto, Mizuki Moie, Momoko Hayashi)

Sigla di chiusura
- Precure, kiseki deluxe (プリキュア、奇跡デラックス?), cantata da Mayu Kudō con Cure Deluxe (Mayumi Gojō, Yuka Uchiyae, Kanako Miyamoto, Mizuki Moie, Momoko Hayashi)

## Distribuzione

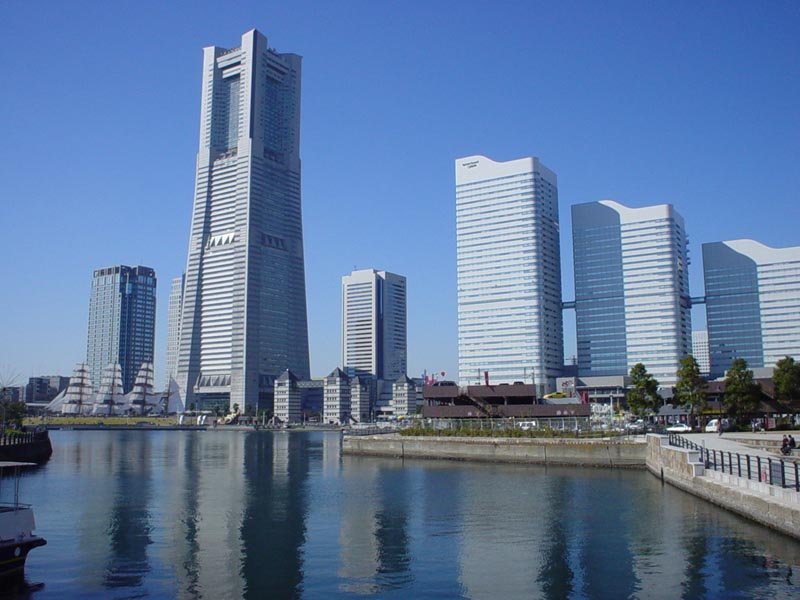
Il quartiere di Minato Mirai 21, Yokohama, che compare anche nel film

Il film è stato proiettato per la prima volta nelle sale cinematografiche giapponesi il 20 marzo 2009. Il DVD è uscito il 15 luglio 2009, mentre il Blu-ray il 15 dicembre 2010.
È stato trasmesso a Taiwan il 21 agosto 2011 con il titolo Guāng zhīměi shàonǚ All Stars: shǎn liàng dà jíhé (光之美少女 Ａｌｌ Ｓｔａｒｓ 閃亮大集合S, lett. "Le Ragazze della Luce All Stars - La grande scintillante raccolta") e a Hong Kong il 23 dicembre 2014 con il titolo Guāng zhīměi shàonǚ All Star DX: cǎihóng qíjī (光之美少女 Ａｌｌ Ｓｔａｒ ＤＸ－彩虹奇蹟S, lett. "Le Ragazze della Luce All Star DX - Il miracolo arcobaleno").

## Accoglienza
Il film si è classificato all'ottavo posto dei film più visti del 2009, con un incasso totale di 1.01 miliardi di yen (10.9 milioni di dollari, 8.9 milioni di euro).

## Altri adattamenti
Un adattamento in cartaceo del film è stato pubblicato da Kōdansha il 25 marzo 2009 con ISBN 978-4-06-344452-0. Inoltre è stato tratto un anime comic pubblicato da Ichijinsha il 23 maggio 2009 con ISBN 978-4758011419.